# Celso Freitas
Celso Freitas (né le 18 septembre 1953 à Criciúma) est un journaliste brésilien. Freitas est connu pour sa voix forte et grave,,,.

## Biographie

### Débuts dans le journalisme local
Il est diplômé en journalisme de la Faculté de Communication Sociale Cásper Líbero. Il a commencé sa carrière comme stagiaire, à l'âge de 16 ans, à la radio Eldorado de Criciúma, en interprétant des publicités. Il a écouté la radio sur Difusora et a ensuite travaillé sur les stations de radio Colon à Joinville, Diário da Manhã et Guarujá, à Florianópolis. En service dans la police militaire à Brasilia, il a attiré l'attention pour sa voix lors d'une interview sur Rádio Nacional et a fini par être embauché par TV Globo Brasília. Avant de terminer son service militaire, il a déjà présenté la partie locale du Jornal Nacional. C'était le début de la professionnalisation du journalisme télévisuel brésilien et Celso était dirigé par Armando Nogueira et un stagiaire de Heron Domingues. Il est resté à Brasilia jusqu'en 1976, date à laquelle il a été transféré à TV Globo São Paulo, présentant les blocs locaux du Jornal Nacional (plus tard, Jornal das Sete, l'embryon du SPTV) et du Jornal Hoje,.

### Jornal Nacional,FantásticoetGlobo Repórter

#### Duo avec Cid Moreira
En 1983, succédant à Sérgio Chapelin, il forme un duo avec Cid Moreira au Jornal Nacional. Dans une décennie marquée par de grandes transformations dans le monde et au Brésil, Celso a rendu compte des événements de JN tels que la découverte et les développements du SIDA, l'accident nucléaire de Tchernobyl (1986), l'explosion du vaisseau spatial Challenger (1986), Diretas Já, le fin de la dictature militaire, élection, agonie et mort du président élu Tancredo Neves, redémocratisation et promulgation de la Constitution,,.

#### Éditions historiques deFantástico
En 1989, il quitte la présentation du Jornal Nacional pour diriger Fantástico et Globo Repórter, attractions qu'il avait déjà présentées à plusieurs reprises,. Ce fut une période marquée par des changements éditoriaux dans les deux programmes, qui commencèrent à se concentrer davantage sur les problèmes urbains, les plaintes et les enquêtes. À Fantástico, Celso a partagé la présentation avec plusieurs collègues, tels que Dóris Giesse, Carolina Ferraz, Paula Saldanha, William Bonner et Valéria Monteiro,.
En 1992, Fátima Bernardes et Sandra Annenberg commencent à former un trio avec Celso dans Fantástico. Au cours de la période pendant laquelle ils se sont présentés ensemble, le programme a changé de format, a commencé à utiliser davantage de ressources infographiques, a obtenu une présentation plus souple et, pour la première fois, a aboli le banc,. Ils ont dirigé certaines des éditions les plus remarquables de l'histoire de Fantástico : la première médaille d'or olympique de volley-ball brésilien (1992), la tragédie avec Ayrton Senna à Imola (1994), la quatrième Coupe du Monde de l'équipe brésilienne (1994) et l'accident mortel avec des membres de le groupe Mamonas Assassinas (1996),.
"La mort d'Ayrton Senna ébranle le Brésil. Le pays perd l'une des plus grandes idoles de l'histoire du sport", a annoncé Celso dans l'un des flashs Fantástico diffusés dans l'après-midi du 1er mai 1994. Ce dimanche-là, pour la première fois, Fantástico - qui est préparé pendant la semaine, a dû être entièrement refait. Lors de l'ouverture, Celso a déclaré : "Ainsi, comme il a toujours vécu, sans crainte du danger, en route vers une nouvelle victoire, le triple champion Ayrton Senna da Silva est décédé à l'âge de 34 ans".
Le 3 mars 1996, Celso ouvre Fantástico en annonçant : "Le Brésil s'est levé aujourd'hui plus tristement. Tous les membres du groupe irrévérencieux Mamonas Assassinas, le plus grand phénomène de l'histoire récente de la musique brésilienne, sont morts".

#### Autres programmes
Il est resté à la présentation de Fantástico et Globo Repórter jusqu'en 1996, date à laquelle il a rejoint l'équipe qui a ouvert GloboNews, la première chaîne brésilienne exclusivement d'information, présentant Arquivo N et Via Brasil, où il est resté huit ans. Sur TV Globo, il a présenté le programme Você Decide entre 1998 et 1999. À partir de ce moment-là, Celso a commencé à partager avec Cid Moreira la voix off des ouvertures et des reportages spéciaux de Fantástico, comme la couverture de la campagne de la cinquième Coupe du Monde de l'équipe nationale brésilienne et l'élection de Lula comme président, en 2002. Il a également enregistré quelques albums avec des extraits de la Bible avec Cid Moreira,.
Dans les années 1990, parallèlement à sa carrière de présentateur de TV Globo, Celso a créé, produit et présenté des programmes tels que Hipermídia, diffusé sur la chaîne GNT, l'une des premières à traiter de l'informatique à la télévision brésilienne. Un autre programme qu'il a créé était Tribos e Trilhas, sur le tourisme, en partenariat avec le journaliste Neide Duarte, diffusé sur TV Cultura. En même temps, il était la « voix standard » de la radio CBN, assurant la voix des ouvertures, des vignettes et des appels de la station,.

### Domingo EspetacularetJornal da Record
En 2004, Celso a quitté TV Globo après trois décennies après avoir accepté une invitation de RecordTV. Il a été le premier grand nom d'une vague de professionnels Globo embauchés par Record dans le but de mettre en œuvre une norme de qualité chez le diffuseur et de détourner l'audience du concurrent. Domingo Espetacular, un « magazine électronique » inspiré de Fantástico, a débuté le 18 avril, présenté par Celso et Lorena Calábria et réalisé par Carlos Amorim,,.
Deux ans plus tard, il quitte Domingo Espetacular et commence à présenter Jornal da Record le 30 janvier 2006. Pendant près de deux décennies à la tête du principal programme d'information de la chaîne, il forme des duos avec Adriana Araújo (2006-2009/2013-2020), Ana Paula Padrão (2009-2013) et Christina Lemos (2020-). Au cours de cette période, JR s'est imposé comme le deuxième programme d'information du réseau avec la plus grande audience aux heures de grande écoute au Brésil. Chez JR, Celso a interviewé des présidents brésiliens et leurs adversaires lors des élections, et a animé l'élection et l'investiture de Barack Obama (2008/2009), le premier président noir des États-Unis, ainsi que les Jeux panaméricains de 2007 à Rio de Janeiro,.

#### Éditions historiques duJornal da Record
Sur le banc du Jornal da Record, Celso a été la voix d'éditions notables, comme les attentats de factions criminelles à São Paulo (2006), les accidents des avions Gol (2006), TAM (2007) et Chapecoense (2016), les affaires d'Eloá et Isabela Nardoni (2008), les inondations à Santa Catarina (2008), l'élection (2009) et la tenue (2016) des Jeux Olympiques de Rio, la crise financière mondiale (2008), les catastrophes naturelles à Rio (2010) , les violentes attaques et l'occupation policière des favelas de Rio (2010), le massacre de Realengo (2011), le tremblement de terre, le tsunami et l'accident nucléaire au Japon (2011), l'incendie de la discothèque Kiss (2013), la démission du pape Benoît XVI et l'élection de François (2013), des manifestations de juin au Brésil (2013), de l'opération Lava-Jato (2014-2021), de la destitution de Dilma Rousseff (2016), de la première médaille d'or olympique de la Nationale brésilienne Football d'équipe (2016), l'arrestation de Luiz Inácio Lula da Silva (2018), le meurtre de Marielle Franco (2018), la grève des camionneurs au Brésil (2018), la mort d'amis et collègues diffuseurs Marcelo Rezende (2017) , Paulo Henrique Amorim (2019) et Gugu Liberato (2019), l'ascension et la chute de Donald Trump et Jair Bolsonaro, l'Assaut du Capitole par des partisans de Donald Trump (2021) et le siège des Trois Pouvoirs du Brésil (2023), entre autres .

#### Pandémie de COVID-19
Au cours des premiers mois de 2020, il a même rapporté dans le Jornal da Record la propagation d'un "mystérieux virus"/"nouveau coronavirus" à travers la Chine, l'Europe et les États-Unis, les premiers cas et décès au Brésil, jusqu'à ce que l'OMS déclare la pandémie du COVID-19 en mars, lorsque Celso a été retiré du travail parce qu'il faisait partie du groupe à risque des personnes de plus de 60 ans. Il est resté loin de la télévision, mais a travaillé à domicile pour les plateformes numériques de la chaîne. En août 2021, il revient définitivement sur le banc après avoir pris deux doses de vaccin.

#### Autres travaux chez Grupo Record
Parallèlement au Jornal da Record, depuis 2020, il présente JR 15 Minutos, un podcast qui aborde des sujets en profondeur, avec la participation d'un journaliste invité et expert. En 2022, il présente le podcast/videocast 100 Anos do Rádio no Brasil (100 Ans de Radio à Brésil). Il a également été présentateur du Jornal da Record avec celui de Repórter Record (2005-2008), Entrevista Record - Bastidores da Notícia à Record News (2007-2012) et des émissions spéciales de fin d'année. Il a été le médiateur de tous les débats présidentiels de Record depuis 2006. Il a également dirigé, en tant que maître de cérémonie, les inaugurations de Record News (2007) - la première chaîne d'information sur la télévision ouverte brésilienne, et du portail R7.com (2009),.

## Vie privée
Il est marié à l'administratrice Suely, mère de sa fille Juliana. Il est également le père de Marcelo, Renato et Luiz Celso, issus de son premier mariage, alors qu'il avait encore 18 ans. Son fils Marcelo Freitas est décédé le 20 août 2018, à l'âge de 45 ans, des suites d'une crise cardiaque.